# Caryophyllia solida
Caryophyllia solida е вид корал от семейство Caryophylliidae.

## Разпространение и местообитание
Видът е разпространен в Еквадор (Галапагоски острови).
Среща се на дълбочина от 373 до 1159 m, при температура на водата от 3,9 до 11 °C и соленост 34,4 – 34,7 ‰.